# Dłonie (film)
Dłonie (When the Bough Breaks) – amerykański thriller. Policja odnajduje odcięte dłonie. W rozwiązaniu zagadki decyduje się na pomoc chłopca, który posiada dar zdolności telepatycznych.

## Główne role
- Ally Walker - Dochodzeniowiec Audrey Macleah
- Martin Sheen - Kapitan Swaggert
- Ron Perlman - Dr Douglas Eben
- Tara Subkoff - Jordan Thomas/Jennifer Lynn Eben
- Robert Knepper - Porucznik Jimmy Creedmore
- Scott Lawrence - Sierżant Footman
- John P. Connolly - Sierżant Belvin
- Dick Welsbacher - Koroner Vince Hess
- James Medina - Sierżant Delarand
- Ron Recasner - Dr Singer
- Juan Antonio Devoto - Danny
- Christopher Doyle - Howard Speckett